# Renault R 312
Renault R 312 i međugradski autobus francuske kompanije Renault koji je se proizvodio od 1987. do 1996. godine.

## Motori
- 9.8 L I6 turbo dizel, 152 kW (207 KS)
- 9.8 L I6 turbo dizel, 187 kW (254 KS)